# Gênero literário
Género literário (português europeu) ou gênero literário (português brasileiro) é uma categoria de composição literária. A classificação das obras literárias que podem ser feitas de acordo com critérios semânticos, sintáticos, fonológicos, formais, contextuais e outros. As distinções entre os gêneros e categorias são flexíveis, muitas vezes com subgrupos.
Na história, houve várias classificações de gêneros literários, de modo que não se pode determinar uma categorização de todas as obras seguindo uma abordagem comum. A divisão clássica é, desde a Antiguidade, em três grupos: narrativo ou épico, lírico e dramático. Essa divisão partiu dos filósofos da Grécia antiga, Platão e Aristóteles, quando iniciaram estudos para o questionamento daquilo que representaria o literário e como essa representação seria produzida. Essas três classificações básicas, fixadas pela tradição, abrangem inúmeras categorias menores, comumente denominadas subgêneros.
Todas as modalidades literárias são influenciadas pelas personagens, pelo espaço e pelo tempo. Todos os gêneros podem ser não-ficcionais ou ficcionais. Os não-ficcionais baseiam-se na realidade, e os ficcionais inventam um mundo, onde os acontecimentos ocorrem coerentemente com o que se passa no enredo da história.
O texto épico relata fatos históricos realizados pelos seres humanos no passado.
É relatar um enredo, sendo ele imaginário ou não, situado em tempo e lugar determinados, envolvendo uma ou mais personagens, e assim o faz de diversas formas.
As narrativas utilizam-se de diferentes linguagens: a verbal (oral ou escrita), a visual (por meio da imagem), a gestual (por meio de gestos), além de outras.
Quanto à estrutura, ao conteúdo e à extensão, podem-se classificar as obras narrativas em romances, contos, novelas, poesias épicas, crônicas, fábulas e ensaios. Quanto à temática, às narrativas podem ser histórias policiais, de amor, de ficção, etc.
Todo texto que traz foco narrativo, enredo, personagens, tempo e espaço, conflito, clímax e desfecho é classificado como narrativo.

## Classificações

### Platão e Aristóteles
De acordo com as teorias de Platão (A república) e Aristóteles (Poética), podem ser definidos três gêneros (ou categorias, arquétipos) literários principais: o lírico, o épico (ou narrativo) e o dramático. Apesar dessa esquematização ser uma aproximação – cada gênero é um tipo ideal, no sentido de Weber, isto é, não existe empiricamente na forma pura ou absoluta –, e apesar de ter sido combatida, em especial por Croce, continua útil. Segundo alguns autores, esses três gêneros correspondem, em termos gerais, às faculdades psíquicas da antiga tripartição da alma humana de Platão: sentimento, pensamento e vontade.

### Gênero lírico
O gênero lírico se faz, na maioria das vezes, em versos (poesia, poema) e explora a musicalidade das palavras, embora elementos líricos sejam encontrados em outras formas, como no melodrama ou em narrativas românticas. É importante ressaltar que o gênero lírico trabalha bastante com as emoções, explorando os sentimentos. Embora atualmente "poesia" se identifique principalmente com poesia lírica, historicamente, existem também a poesia épica (epopeia) e a poesia dramática. Os gêneros épico-narrativo e o dramático também podem ser escritos na forma de versos, embora modernamente prefira-se a prosa.

### Gênero épico-narrativo

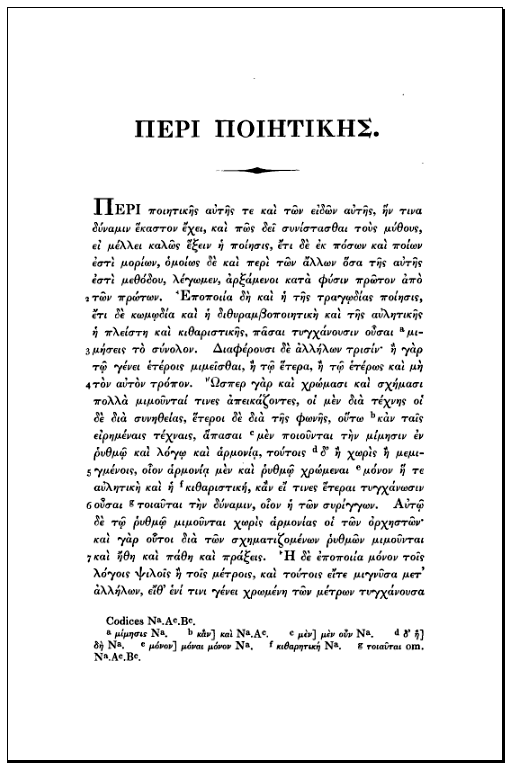
Primeira página de Poética, obra de Aristóteles.

O gênero épico, em sentido amplo, ou narrativo, pode ser expresso na forma de prosa (em especial, contos, novelas e romances), de poesia (epopeias), ou mesmo como peça (teatro épico).
Seguem, abaixo, modalidades textuais pertencentes ao gênero narrativo, de acordo com a forma, especialmente:
- Epopeia ou Épico, em sentido restrito: é uma narrativa feita em versos, num longo poema que ressalta os feitos de um herói ou as aventuras de um povo. Três belos exemplos são Os Lusíadas, de Luís de Camões, Ilíada e Odisseia, de Homero.
- Conto: é um texto narrativo breve, e de ficção, geralmente em prosa, que conta situações rotineiras, curta, engraçada e até folclores (conto popular) por personagens previamente retratados. Inicialmente, fazia parte da literatura oral e Boccaccio foi o primeiro a reproduzi-lo de forma escrita com a publicação de Decamerão.
- Novela: é um texto caracterizado por ser intermediário entre a longevidade do romance e a brevidade do conto. O personagem se caracteriza existencialmente em poucas situações. Como exemplos de novelas, podem ser citadas as obras O Alienista, de Machado de Assis, e A Metamorfose, de Kafka.
- Romance: com uma descrição longa das ações e sentimentos de personagens fictícias, adaptando fatos da vida real à ficção, o romance não é simplesmente história de amor com final feliz ou triste. Comparado à novela, é mais complexo e extenso.
  - Romance de espionagem;
  - Romance policial;
  - Romance psicológico.

De acordo com o conteúdo, especialmente:
- Crônica: é uma narrativa informal, ligada à vida cotidiana, com linguagem coloquial, breve, com um toque de humor e crítica.
- Fábula: é um texto de caráter fantástico que busca ser inverossímil (não tem nenhuma semelhança com a realidade). As personagens principais são animais ou objetos, e a finalidade é transmitir alguma lição de moral.

### Gênero dramático
Em geral, é composto de textos que foram escritos para serem encenados em forma de peça de teatro, ou como roteiro para cinema (filme) ou televisão (teledramaturgia). Para o texto dramático se tornar uma peça, ele deve primeiro ser transformado em um roteiro, para depois poder ser transformado então no gênero espetáculo. Entretanto, elementos dramáticos podem ser encontrados em outras formas, como na poesia dramática ou em narrativas dramáticas.
É muito difícil ter definição de texto dramático que o diferencie dos demais gêneros textuais, já que existe uma tendência atual muito grande em teatralizar qualquer tipo de texto. No entanto, a principal característica do texto dramático é a presença do chamado texto principal, composto pela parte do texto que deve ser dito pelos atores na peça e que, muitas vezes, é induzido pelas indicações cênicas, rubricas ou didascálias, texto também chamado de secundário, que informa os atores e o leitor sobre a dinâmica do texto principal. Por exemplo, antes da fala de um personagem é colocada a expressão «com voz baixa», indicando como o texto deve ser falado.
Já que não existe narrador nesse tipo de texto, o drama é dividido entre as duas personagens locutoras, que entram em cena pela citação de seus nomes.
"Classifica-se de drama toda peça teatral caracterizada sem seriedade, ou solenidade, em semelhança à comédia propriamente dita".
Apresenta qualquer tema, estrutura-se em dois tipos de textos: rubrica e o discurso direto. Há ausência de narrador e é formado por atos, quadros e cenas porém o gênero dramático se encontra numa classe gramatical muito grande e alta o que dificulta o entendimento desse assunto.
Alguns subtipos:
- Comédia
- Comédia musical
- Commedia dell'arte
- Farsa — é um texto onde os personagens principais podem ser duas ou mais pessoas diferentes e não serem reconhecidos pelos feitos dessa pessoa.
- Melodrama
- Pantomima
- Performance
- Teatro de marionetes
- Teatro de máscaras
- Teatro de improvisação
- Tragédia — representa um fato trágico e tende a provocar compaixão e terror.
- Tragicomédia
- Vaudeville

### Outros gêneros e subgêneros
- Elegia — é um texto de exaltação à morte de alguém, sendo que a morte é elevada como o ponto máximo do texto. Um bom exemplo é a peça Romeu e Julieta, de William Shakespeare.
- Ensaio — é um texto breve, literário ou não, situado entre o poético e o didático, expondo ideias, críticas e reflexões morais e filosóficas a respeito de certo tema. É menos formal e mais flexível que o tratado. Consiste também na defesa de um ponto de vista pessoal e subjetivo sobre um tema (humanístico, filosófico, político, social, cultural, moral, comportamental, literário, etc.), sem que se paute em formalidades como documentos ou provas empíricas ou dedutivas de caráter científico. Biografias e diários também costumam ser classificados como ensaio.
- Epitalâmia — é um texto relativo às noites nupciais líricas, ou seja, noites românticas com poemas e cantigas. Um bom exemplo de epitalâmia é a peça Romeu e Julieta nas Noites Nupciais.
- Terror — obras fictícias que podem ter elementos místicos ou não com, em geral, o objetivo de atormentar e aterrorizar o leitor. Polêmica por conta do motivo de seus leitores gostarem do horror em sí.
- Notícia — é um exemplo de texto não literário.
- Poesia de cordel — texto tipicamente brasileiro em que se retrata, com forte apelo linguístico e cultural nordestinos, fatos diversos da sociedade e da realidade vivida por aquele povo.
- Sátira — é um texto de caracter ridicularizador, podendo ser também uma crítica indireta a algum fato ou a alguém. Uma piada é um bom exemplo de sátira.
- Histórias em Quadrinhos — conjuga textos e imagens para narrar uma história. Existe debate em relação a sua classificação como um gênero literário, ou como literatura em geral.[4]
- Mangá — histórias em quadrinhos japonesas, que ao contrário das convencionais, é lido de trás pra frente.
- Fanfictions — ou em sua abreviação "fanfics" são histórias fictícias escritas, em sua maioria, por fãs de diversos assuntos, como por exemplo: séries, livros, filmes, bandas, HQ'S, videogames, celebridades etc. Elas tem como objetivo inserir os personagens dos assuntos listados acima em cenários diferentes do convencional e por conseguintes servem como uma extensão da história original ao mesmo tempo que abre espaço para os fãs debaterem sobre o assunto. Elas também são publicadas em sites e fóruns específicos para que os leitores possam achar o conteúdo facilmente. Um exemplo dessa plataforma é o "Wattpad'.[5]